# 多裂鱼黄草
多裂鱼黄草（学名：Merremia dissecta）是旋花科鱼黄草属的植物。分布在东南亚、印度、澳大利亚、非洲以及中国大陆的广东等地，目前尚未由人工引种栽培。